# 变脸 (1995年电影)
《变脸》是1995年上映的中国大陆剧情片，由吴天明执导，魏明伦编剧，朱旭、周任莹、赵志刚等主演，讲述了恪守传统的老艺人“变脸王”打破“传男不传女”的陈规，传艺给女弟子狗娃的故事。